# Long Beach Grand Prix 2000
Toyota Grand Prix of Long Beach 2000 var ett race som var den andra deltävlingen i CART World Series säsongen 2000. Tävlingen kördes den 16 april på Long Beach Circuit i Long Beach, Kalifornien. Paul Tracy tog segern och mästerskapsledningen, trots att han startade tävlingen på sjuttonde plats. Hélio Castroneves tog sin första pallplats för Marlboro Team Penske, istället för den framlidne Greg Moore, som var signerad och klar för säsongen 2000. Castroneves höll precis undan för Jimmy Vasser, som gick i mål 0,107 sekunder bakom. Gil de Ferran tog pole position och satte snabbaste varv, men fick nöja sig med en sjundeplats.

## Slutresultat
| Plats | Förare               | Team                    | Grid | Kvaltid  |
| ----- | -------------------- | ----------------------- | ---- | -------- |
| 1     | Paul Tracy           | Team KOOL Green         | 17   | 1.08,839 |
| 2     | Hélio Castroneves    | Marlboro Team Penske    | 9    | 1.08,419 |
| 3     | Jimmy Vasser         | Chip Ganassi Racing     | 2    | 1.07,703 |
| 4     | Alex Tagliani        | Forsythe Racing         | 11   | 1.08,549 |
| 5     | Bryan Herta          | Walker Racing           | 5    | 1.08,012 |
| 6     | Oriol Servià         | PPI Motorsports         | 21   | 1.09,318 |
| 7     | Gil de Ferran        | Marlboro Team Penske    | 1    | 1.07,494 |
| 8     | Mark Blundell        | PacWest Racing          | 20   | 1.09,218 |
| 9     | Roberto Moreno       | Patrick Racing          | 8    | 1.08,317 |
| 10    | Maurício Gugelmin    | PacWest Racing          | 16   | 1.08,821 |
| 11    | Michel Jourdain Jr.  | Payton/Coyne Racing     | 22   | 1.09,861 |
| 12    | Luiz Garcia Jr.      | Arciero Racing          | 25   | 1.13,076 |
| 13    | Takuya Kurosawa      | Dale Coyne Racing       | 23   | 1.09,940 |
| 14    | Michael Andretti     | Newman/Haas Racing      | 14   | 1.08,604 |
| 15    | Norberto Fontana     | Della Penna Motorsports | 18   | 1.08,948 |
| 16    | Tony Kanaan          | Mo Nunn Racing          | 15   | 1.08,679 |
| 17    | Kenny Bräck          | Team Rahal              | 7    | 1.08,291 |
| 18    | Christian Fittipaldi | Newman/Haas Racing      | 13   | 1.08,591 |
| 19    | Juan Pablo Montoya   | Chip Ganassi Racing     | 3    | 1.07,984 |
| 20    | Max Papis            | Team Rahal              | 6    | 1.08,096 |
| 21    | Memo Gidley          | Forsythe Racing         | 10   | 1.08,523 |
| 22    | Gualter Salles       | Dale Coyne Racing       | 24   | 1.10,090 |
| 23    | Dario Franchitti     | Team KOOL Green         | 19   | 1.09,009 |
| 24    | Adrián Fernández     | Patrick Racing          | 4    | 1.08,007 |
| 25    | Cristiano da Matta   | PPI Motorsports         | 12   | 1.08,566 |